# Jewgienij Fadiejew
Jewgienij Aleksandrowicz Fadiejew, ros. Евгений Александрович Фадеев (ur. 9 lipca 1982 w Ust-Kamienogorsku, Kazachska SRR) – kazachski hokeista, reprezentant Kazachstanu. Trener.

## Kariera
- Kazcynk-Torpedo 2 (1999-2002)
- Kazcynk-Torpedo (2002-2003)
- Gorniak Rudnyj (2003-2005)
- Kazakmys Karaganda / Kazakmys Sätbajew (2005-2007)
- Barys Astana (2007-2009)
- Awtomobilist Jekaterynburg (2009-2010)
- Barys Astana (2010-2013)
- Nomad Astana (2013-2014)
- Saryarka Karaganda (2014-2015)
- Kazcynk-Torpedo (2015-2017)
- Ałtaj Torpedo Ust-Kamienogorsk (2017-2018)

Wychowanek Torpedo Ust-Kamienogorsk. Od czerwca 2010 roku ponownie zawodnik klubu Barys Astana. W maju 2011 roku przedłużył kontrakt. W połowie 2013 przedłużył kontrakt o dwa lata. W październiku 2014 został przekazany do Saryarki. Od maja 2015 ponownie zawodnik Kazcynk-Torpedo.
Na początku stycznia 2018 zakończył karierę zawodniczą i został trenerem Torpeda.
Uczestniczył w turniejach Zimowej Uniwersjady 2007, zimowych igrzysk azjatyckich w 2011, mistrzostw świata w 2007, 2008, 2009, 2010, 2011, 2012, 2013.

## Sukcesy
Reprezentacyjne
- Brązowy medal Zimowej Uniwersjady: 2007
- Złoty medal zimowych igrzysk azjatyckich: 2011
- Awans do MŚ Elity: 2009, 2011, 2013

Klubowe
- Złoty medal mistrzostw Kazachstanu: 2003 z Kazcynk-Torpedo, 2006 z Kazakmysem Karaganda, 2009 z Barysem Astana
- Srebrny medal mistrzostw Kazachstanu: 2004 z Gorniakiem Rudnyj, 2005 z Kazakmysem Karaganda, 2007 z Kazakmysem Sätbajew
- Brązowy medal mistrzostw Kazachstanu: 2005 z Gorniakiem Rudnyj
- Puchar Kazachstanu: 2003 z Kazcynk-Torpedo

Indywidualne
- Wysszaja Chokkiejnaja Liga (2015/2016): najlepszy obrońca miesiąca - styczeń 2016